# Stoney Creek Independent Presbyterian Chapel of Prince William Parish
Koordinaten: 32° 41′ 31,5″ N, 80° 54′ 53″ W

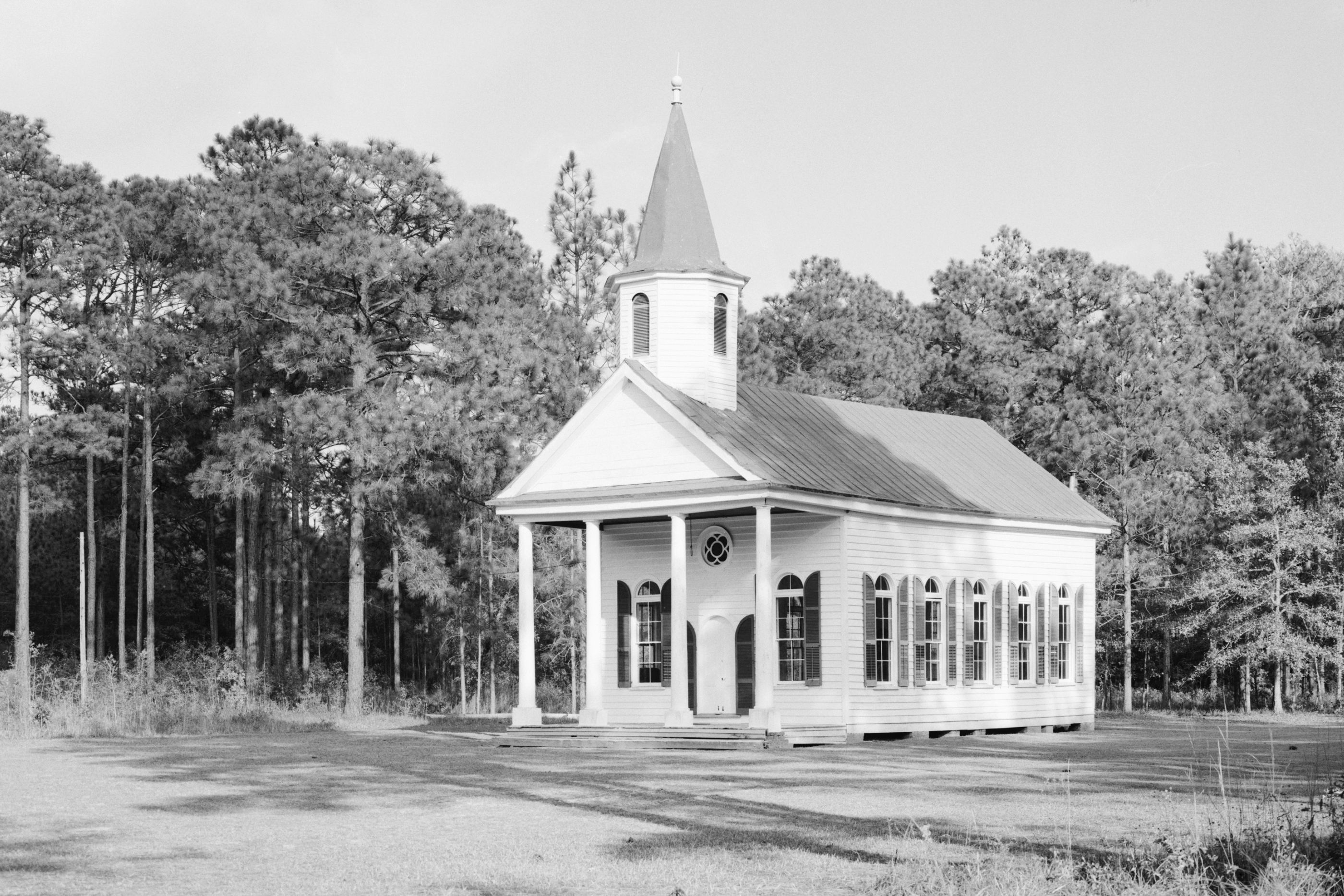
Stoney Creek Presbyterian Chapel (Aufnahme von 1987)

Die Stoney Creek Independent Presbyterian Chapel of Prince William Parish oder Stoney Creek Presbyterian Chapel ist eine Kapelle im Südosten des Hampton County, South Carolina in den Vereinigten Staaten. Sie liegt etwa sechs Kilometer westlich von Yemassee in der nichtinkorpierten Ortschaft  McPhersonville. Im Geographic Names Information System des United States Geological Survey wird das Bauwerk als McPhersonville Church geführt. Das Bauwerk wurde um 1833 erbaut. Sie steht einen Block nördlich der Pocotaglio Road (State Highway 25-17) am State Highway 25-286. Die Kapelle ist das einzige Bauwerk aus dem Antebellum in McPhersonville. Sie wurde am 22. Mai 2002 in das National Register of Historic Places aufgenommen.

## Geschichte
1743 gründete eine Gruppe von ortsansässigen Bürgern die nicht-anglikanische Stoney Creek Church in der Nähe von Pocotaligo am Pocotaglio River. Der Pfarrer war William Hutson, ein Schüler von George Whitefield. Im Jahr 1785 wurde die Kirche als Independent Presbyterian Chapel of Prince William Parish neugegründet.
Vor dem Amerikanischen Bürgerkrieg bauten viele der Reispflanzer aus dem Prince William Parish Sommerhäuser in McPhersonville, das damals zum Beaufort District gehörte. Sie konnten so die heißen Sommermonate, in denen es viele malariainfizierte Stechmücken gab, auf etwas höheren Gebieten verbringen. 1832 stellten einige der Pflanzer einen Acre bereit, um eine Kapelle für die Sommerzeit zu errichten.
Im Sezessionskrieg diente die Kapelle der Unionsarmee als Lazarett und als Lagerplatz. Die Stoney Creek Presbyterian Church am Pocotaligo River – die Mutterkirche der Kapelle – wurde zerlegt, um das Material beim Bau einer Brücke und anderen Bauwerken zu verwenden.
Nach dem Krieg verwendete die Gemeinde die Sommerkapelle in McPhersonville. Ihre Stärke ging mehr und mehr zurück, und schließlich löste sich die Gemeinde 1967 auf. Die Kapelle wurde unter die Zuständigkeit der First Presbyterian Church of Beaufort gestellt.

## Architektur
Die Kapelle ist ein schlichtes klassizistisches Bauwerk mit einem nach Südwesten hin ausgerichteten Portikus und einem Satteldach. Der Grundriss ist rechteckig mit einem kleinen polygonalen Choranbau an der nordöstlichen Schmalseite. Der rechteckige Teil des Gebäudes hat eine Länge von etwa 40 Fuß (rund 12 m) und eine Breite von 24 Fuß (rund 7,2 m). Der Portikus an der Vorderseite ist 11 Fuß (3,3 m) tief und 12 Fuß (rund 7,2 m) breit und verfügt über vier dorische Säulen aus Kiefernholz, die auf hölzernen Basen stehen. Das Giebeldreieck an der Vorderseite ist schlicht ausgeführt. Über der zentral angeordneten Tür befindet sich ein rundes Fenster. Alle Fenster an den Langseiten sowie auf der Eingangsseite sind als Schiebefenster mit bogensegmentförmigen Oberlichtern und  Jalousieläden ausgeführt. Das an der nordöstlichen Schmalseite der Kapelle befindliche kleine Chörchen ist auf halbsechseckigem Grundriss errichtet, es verfügt über zwei kleinere Rundbogenfenster. Ein achteckiger Dachreiter mit Fenstern auf vier Seiten wurde 1890 über dem Portikus ergänzt.  Die Spitze des Dachreiters wird durch eine hölzerne Turmkugel verziert.
Im Innern sind die Wände glatt verputzt. Die Kirchenbänke stammen aus der Zeit der Errichtung der Kapelle; der Fußboden wird aus breiten Kieferndielen gebildet.  Am rückwärtigen Ende des Kirchenraumes ist der Fußboden als Podium bis in das Chörchen hinein um zwei Stufen erhöht. Ein von Farrand & Votey hergestelltes Kunstharmonium befindet sich unmittelbar vor der rückwärtigen Tür in der Nordostecke des Gebäudes. Auf dem Podium steht ferner eine weiß lackierte hölzerne Kanzel, davor der ebenfalls weiß lackierte Abendmahltisch. Die ursprünglich als Öllampen ausgeführten Hängeleuchten sind auf elektrische Beleuchtung umgerüstet.

## Belege
1. ↑  McPhersonville Church. In: Geographic Names Information System. United States Geological Survey, United States Department of the Interior, abgerufen am 19. Juli 2011 (englisch).
2. 1 2 3 4 5  Mary W. Edmonds: Stoney Creek Independent Presbyterian Chapel of Prince William Parish. (PDF; 729 kB) In: National Register of Historic Places Inventory – Nomination Form. National Park Service, 28. März 2002, abgerufen am 19. Juli 2011 (englisch).
3. ↑  Google (Hrsg.): +32° 41' 31.50", -80° 54' 53.00.  [Karte]. (englisch, Google Maps [abgerufen am 19. Juli 2011]).
4. ↑  Stony Creek Independent Presbyterian Chapel of Prince William Parish, Hampton County (McPhersonville). In: National Register Properties in South Carolina. South Carolina Department of Archives and History, abgerufen am 19. Juli 2011 (englisch).
5. ↑  Pocotaligo River. In: Geographic Names Information System. United States Geological Survey, United States Department of the Interior, abgerufen am 19. Juli 2011 (englisch).
6. ↑  Lawrence Sanders Rowland, Alexander Moore, George C. Rogers: The History of Beaufort County, South Carolina: 1514–1861. University of South Carolina Press, Columbia, South Carolina 1996, ISBN 1-57003-090-1, S. 117 (online).
7. 1 2 3 4  Milton Wilmesherr: Independent Church of Indian Land. In: Sandlapper. 3. Jahrgang, Nr. 4. Sandlapper Press, Columbia, South Carolina April 2009, S. 71 (englisch).
8. ↑  Nomination form des National Registers, Seite 5 (PDF-Datei in Englisch, abgerufen am 21. Juli 2011; 712 kB)